# Wafadrive
Wafadrive je vnější paměťové zařízení pro počítače Sinclair ZX Spectrum vyráběné firmou Rotronics. Paměťová média, nazývaná Wafer jsou tvořena magnetickou páskou, mají kapacitu 128 kB a jsou podobná páskám pro ZX Microdrive, pouze s většími rozměry. Wafadrive bylo nominováno British Microcomputer Award comittee na Peripheral of the Year a od Computer Trades Association získalo ocenění Product of the Year.

## Popis zařízení

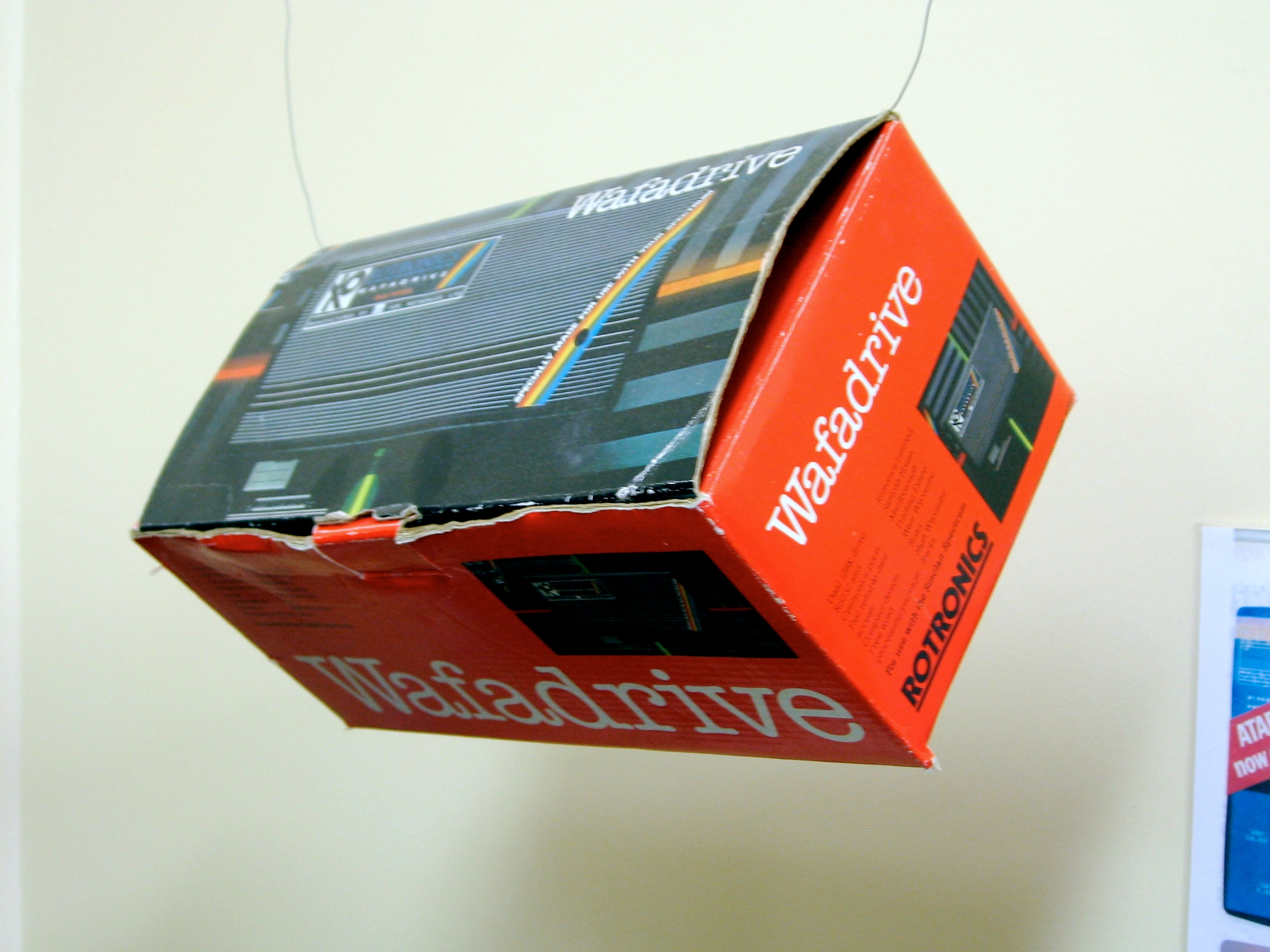
Obal, ve kterém bylo zařízení dodáváno

Zařízení obsahuje dvě čtecí a zapisovací jednotky, port pro připojení paralelní tiskárny (Centronics) a port pro připojení sériové tiskárny (RS-232). Další čtecí jednotky není možné připojit. Podobně jako ZX Interface 1, Wafadrive obsahuje vlastní paměť ROM a rozšiřuje tak množinu příkazů počítače. Čtecí jednotky jsou rozlišovány pomocí znaků a: a b:.
Pro připojení k počítačům Timex Sinclair 2068 je potřebný konvertor sběrnice a Omni/Emu Spectrum emulator.

### Používané příkazy
- NEW * – inicializace zařízení, ostatní příkazy nefungují dokud inicializace není provedena
- NEW # – stejné jako NEW, ale bez nutnosti znovu inicializovat zařízení
- CLS * – stejně jako CLS smaže obrazovku, ale navíc nastaví BORDER 7:PAPER 7:INK 0

- FORMAT *"disk:nazev_disku" – formátování zvoleného média
- CAT *"disk:" – katalog zvoleného média
- CAT * – katalog výchozího média
- CAT #"disk:" – nastavení výchozí mechaniky
- CAT # – pouze znovunačtení adresáře z média v výchozí mechanice

- SAVE *"disk:nazev_souboru", SAVE *"nazev_souboru" – uložení souboru na médium, pokud soubor se stejným jménem už existuje, operace skončí chybovým hlášením
- SAVE #"disk:nazev_souboru" – uložení souboru na médium, pokud soubor se stejným jménem už existuje, bude bez jakéhokoliv hlášení přepsán novým souborem
  - SAVE *"disk:nazev" LINE n – uložení programu v BASICu tak, aby se po nahrání příkazem LOAD * automaticky spustil od řádku n
  - SAVE *"disk:nazev",zacatek,delka – uložení části paměti od adresy zacatek v počtu bytů delka
  - SAVE *"disk:nazev" SCREEN$ – stejné jako SAVE *"disk:nazev",16384,6912
  - SAVE *"disk:nazev",zacatek,delka,start – uložení části paměti od adresy zacatek v počtu bytů delka. Po nahrání příkazem LOAD * bude automaticky spuštěn od adresy start
- VERIFY *"disk:nazev_souboru", VERIFY *"nazev_souboru", VERIFY * – ověření uloženého souboru
- LOAD *"disk:nazev_souboru", LOAD * – nahrání uloženého souboru do paměti
  - LOAD *"disk:nazev",zacatek – nahrání souboru do paměti od adresy zacatek
  - LOAD *"disk:nazev" – nahrání souboru do paměti od adresy, ze které byl uložen příkazem SAVE *
- MERGE "disk:nazev_souboru" – připojení souboru k programu, který je už v paměti počítače
- ERASE "disk:nazev_souboru" – smazání souboru z média, je možné použít zástupné znaky (tzv. wildcards), resp. pouze znak hvězdička na konci názvu, který nahrazuje jakoukoliv sekvenci a počet znaků
- MOVE *"disk1:nazev1" TO "disk2:nazev2" – kopírování souborů. Pokud jsou použity zástupné znaky, je nutné použít syntaxi MOVE *"disk1:nazev1" TO "disk2:" (nazev2 nesmí být uveden)
- OPEN #*n,"c" – připojení paralelního portu Centronics na linku n
- OPEN #*n,"r" – připojení sériového portu RS-232 na linku n
- OPEN #*n,"disk:nazev" – připojí soubor pojmenovaný nazev na linku n, neumí otevřít původní linky ZX Spectra (linky K, P, S)
- CLOSE #*n – zavře linku n
- FORMAT *"r";baud – nastavení přenosové rychlosti sériového portu